# Luj IX., kralj Francuske
Luj IX. Sveti, poznat i kao sveti Ljudevit (Poissy, 25. travnja 1214. – Tunis, 25. kolovoza 1270.), francuski kralj od 1226. – 1270. godine.

## Životopis
Poslije iznenadne smrti oca Luja VIII. 8. studenog 1226. godine maleni Luj IX. je postao novi kralj. Tijekom prvog razdoblja vladavine njegova majka Blanka Kastiljska bila je kao regentica pravi državni stup. Kako se određeni broj plemića veleposjednika nije pojavio na krunidbi kralja dječaka, njegova majka im je došla u vojni posjet, raščišćavajući tako ponovno postavljeno pitanje kraljevog autoriteta.
Iako je Luj IX. bio veliki vjernik njegovi razlozi za sudjelovanje u križarskom pohodu iz 1248. godine nisu do kraja raščišćeni. Vrlo dobro su poznati sukobi između njegove majke Blanke i žene Margarete Provansalske koji se rasplamsavaju nakon rođenja prijestolonasljednika 1245. godine. Kao pobožan vjernik, ali vrlo vjerojatno i kao familijarno uznemiren čovjek, Luj odlazi na križarski pohod vodeći sa sobom ženu i djecu, ostavivši majku na sigurnoj udaljenosti u Francuskoj. Iako je već 1249. godine njegov križarski pohod propao, Luj se odbija vratiti u Francusku sve do vijesti o smrti majke 1254. godine.
U svom drugom i jednako katastrofalnom križarskom pohodu Luj je preminuo od bolesti 25. kolovoza 1270. Naslijedio ga je sin Filip III.
Luj IX. imao je i kćerku Izabelu, kraljicu Navare.

## Poveznice
- Popis francuskih vladara

## Vanjske poveznice
Ostali projekti
|  | Zajednički poslužitelj ima još gradiva o temi Luj IX., kralj Francuske |

Mrežna mjesta
- Ljudevit IX. Sveti Hrvatska enciklopedija

| Prethodnik Luj VIII. (1223. – 1226.) | Kralj Francuske | Nasljednik Filip III. Smjeli (1271. – 1285.) |